# Тамбве Мвамба, Алексис
Алексис Тамбве Мвамба (фр. Alexis Thambwe Mwamba; 6 мая 1943, Лонга, Бельгийское Конго (ныне провинция Маниема, Демократическая республика Конго) — конголезский политический и государственный деятель, член Парламента Демократической Республики Конго. Спикер Сената Демократической Республики Конго (2019—2021), юрист, социолог. Доктор права и философии.

## Биография
Изучал право и получил степень в Университете Бурунди, позже также в области трудового права и социологии в Брюссельском свободном университете. Он также имеет почётную степень доктора философии.
Работал юристом в Киншасе. С начала 1980-х годов занимал различные ответственные политические и государственные должности.
Был с 1985 года министром общественных работ, государственным министром, министром планирования и реконструкции переходного правительства (с 2003 по 2006), министром транспорта, министром планирования (2003—2006), министром иностранных дел и международного сотрудничества (октябрь 2008 — апрель 2012), в декабре 2014 года был назначен министром юстиции Демократической Республики Конго.
Член Освободительного движения Конго под руководством Жан-Пьера Бембы. Участник Второй конголезской войны (1998—2002).
С 27 июля 2019 по 5 февраля 2021 года — председатель Сената Демократической Республики Конго. Подал в отставку после обвинений в незаконном присвоении финансовых средств и невыполнении обязанностей в Сенате. В открытом письме А. Т. Мвамба отверг обвинения, заявив, что соответствующая процедура против него нарушает Конституцию и регламент работы Сената. Спикер заявил, что решил подать в отставку, поскольку некоторые сенаторы не доверяют ему.
Женат, имеет 7 детей.